# Francesco Cardella
Francesco Cardella (Trapani, 7 agosto 1940 – Managua, 6 agosto 2011) è stato un editore e imprenditore italiano, editore di ABC e fondatore della comunità terapeutica Saman.

## Biografia
Nel 1963 inizia come giornalista nel quotidiano di Palermo Telestar, poi si trasferisce prima a Roma a "Cronaca Nera" e Playmen, poi a Milano dove fonda il quotidiano "Ora", e sposa Raffaella Savinelli, figlia di un noto industriale della pipa .
Diviene editore del settimanale ABC, e chiama come direttore Ruggero Orlando, e poi Claudio Sabelli Fioretti
Tra i direttori ci sono anche Romano Cantore e Stefano Surace. 
La rivista è impegnata in numerose battaglie sociali per il divorzio, in appoggio il deputato socialista Loris Fortuna, contro l'abrogazione della legge sull'aborto, contro il canone RAI, ma apre anche alle foto femminili in topless. L'esperienza finisce nel 1975. Cardella in quegli anni è anche editore della rivista erotica (poi pornografica)"OV".
Nel 1979 è in India e l'anno dopo fonda in una sua proprietà a Lenzi, vicino a Trapani, insieme all'ex leader di Lotta Continua Mauro Rostagno e la compagna di questi, Elisabetta (Chicca) Roveri, Saman, una comune arancione di Osho Rajneesh, centro di meditazione. Nel 1981 questa diviene "Comunità Saman", una comunità terapeutica che si occupa tra l'altro del recupero di persone tossicodipendenti.
Lo stesso leader socialista Bettino Craxi sostiene le attività di Saman. Con Craxi Cardella resterà amico anche negli anni '90, quando questi si trasferirà ad Hammamet.
Negli anni la comunità crebbe, con una ventina di sedi per il recupero dei tossicodipendenti sparse in tutta Italia e anche all'estero, un aereo bimotore, uno yacht e due ex pattugliatori della Marina svedese, trasformati in comunità naviganti.

### L'omicidio Rostagno
L'omicidio di Mauro Rostagno, il 26 settembre 1988, avviene a Lenzi mentre questi sta rincasando nella comunità Saman.
La procura di Trapani, nel 1996, ipotizzò che il delitto potesse essere maturato all'interno di Saman per spaccio di stupefacenti tra i membri della comunità, suscitando forti polemiche. Inviò mandati di cattura ad alcuni ospiti della comunità, individuati come esecutori materiali del delitto, a Cardella come mandante  e alla Roveri, compagna di Rostagno, accusata di favoreggiamento; anche questa pista fu poi abbandonata. Cardella si rese latitante e si rifugiò in Nicaragua, e restò a Managua anche quando anni dopo caddero le accuse.
Nel paese del Centroamerica divenne amico del presidente Daniel Ortega e proprietario dell'intero pacchetto azionario della società 'Masapa Beach Resort', proprietaria di un resort e di un grande appezzamento di terra di un migliaio di ettari, sulla costa del Pacifico nei pressi di Pochomil Viejo.

## Altri procedimenti giudiziari
Di Cardella, insieme il suo autista Giuseppe Cammisa, detto Jupiter, fu ipotizzato anche  il traffico di armi: secondo una teoria, la morte di Rostagno sarebbe legata alla scoperta di un traffico d'armi con la Somalia, attraverso due ex dragamine della marina svedese effettivamente acquistati dal Cardella per la Saman come sede "marina" della comunità, ma che spesso furono visti a Malta e, sembra, nel corno d'Africa. Tale pista che porta anche alla guerra civile in Somalia, all'uccisione della giornalista Ilaria Alpi e dell'agente del SISMI (i Servizi segreti militari italiani), il maresciallo Vincenzo Li Causi che operò in quegli anni anche per l'organizzazione Gladio a Trapani e nella zona coordinò una base logistica del SISMI, la Skorpio, nata nel 1987, cellula di Gladio. L'ipotesi, non suffragata da sentenze giudiziarie, suggerisce che Rostagno avesse scoperto il traffico di armi in cui fossero coinvolti Cardella, Cammisa ed i Servizi e volesse farne pubblica denuncia.
Cardella nel 1994 è stato arrestato con l'accusa di truffa alla Regione Siciliana per falsi corsi di formazione .